# Ángel Herrera Vera
Ángel Herrera Vera (ur. 2 sierpnia 1957 w Guantánamo) – kubański bokser kategorii piórkowej i kategorii lekkiej, złoty medalista letnich igrzysk olimpijskich w Montrealu w kategorii piórkowej i letnich igrzysk olimpijskich w Moskwie w kategorii lekkiej. W 1978 roku zdobył w Belgradzie mistrzostwo świata  w kategorii piórkowej. W 1982 roku w Monachium zdobył mistrzostwo świata w kategorii lekkiej. W 1983 roku zdobył srebrny medal igrzysk panamerykańskich w Caracas.